# Reggenza di Belitung
La reggenza di Belitung è una reggenza (in indonesiano: kabupaten) dell'Indonesia, situata nella provincia di Bangka-Belitung.
Il capoluogo della reggenza è Tanjung Pandan.